# آرثر جي. هانسن
آرثر جي. هانسن (بالإنجليزية: Arthur G. Hansen)‏ هو ضابط أمريكي، ولد في 28 فبراير 1925 في ستورغون باي في الولايات المتحدة، وتوفي في 5 يوليو 2010 في فورت مايرز في الولايات المتحدة.

## وصلات خارجية
- آرثر جي. هانسن على موقع إن إن دي بي (الإنجليزية)